# Joaquim Leal Ferreira
Joaquim Leal Ferreira Júnior (1826 — 1900), foi um militar e político brasileiro.
Governou interinamente a Bahia.

## Governo da Bahia
No período que se seguiu à derrubada do governador José Gonçalves, presidia o Senado Estadual Luís Viana que, pertencendo ao mesmo partido do governador afastado, mas seu adversário internamente, renunciou ao posto. O Senado, então, elegeu como seu novo presidente - e sucessor ao governo então vago - o almirante Leal Ferreira.
Assumiu o governo a 23 de dezembro de 1891, cuidando de organizar as primeiras eleições da república no estado da Bahia - e as primeiras na história, para a escolha de seu governante maior. A 28 de janeiro de 1892 tem lugar, assim, o pleito que, consoante a legislação eleitoral criada na República Velha, dava-se de forma censitária e a descoberto.
Eleito o médico caetiteense Joaquim Manoel Rodrigues Lima, deu-lhe posse Leal Ferreira em 28 de maio de 1892.[